# Помаранчеві шкарпетки
Помаранчеві шкарпетки (англ. Orange Socks) — неофіційне прізвисько, дане неідентифікованій жінці, яка була вбита 31 жовтня 1979 в Джорджтауні, Техас. Також відома як Джоні Доу, Джуді Доу і Джейн Доу з Джорджтауна (англ. Ardis Doe, Judy Doe and the Georgetown Jane Doe). Тіло жінки було знайдено практично оголеним, за винятком пари надягнутих помаранчевих шкарпеток, і з цієї деталі їй було дано зазначене прізвисько. Жінка була пов'язана. Імовірно, вона померла за кілька годин до виявлення тіла. Генрі Лі Лукас зізнався в її вбивстві і розглядався як підозрюваний, хоча з цього приводу неодноразово висловлювалися сумніви.

## Зовнішній вигляд. Докази
Жертва — біла жінка, що зазнала сексуального насильства. Її тіло було знайдено на водопропускній трубі біля шосе I-35. Перед цим її протягли і кинули через дорожнє огородження. Смерть настала внаслідок асфіксії, так як на шиї були знайдені численні синці. Також на тілі були виявлені інші синці, які утворилися внаслідок падіння тіла з естакади.
На неголених ногах жінки виднілося безліч слідів від укусів комах. Нігті на ногах були дуже довгими, на руках був манікюр. Під підборіддям був знайдений шрам. Незважаючи на пошкодження тіла, був зроблений висновок про те, що жертва не отримувала переломів протягом життя. Як повідомляється, вона хворіла сальпінгітом, який був наслідком перенесеної гонореї. У неї були каштанові з червонуватим відтінком волосся довжиною 25 см, карі очі, а вік був оцінений приблизно в 15-30 років. Зріст становив приблизно 170 см, вага — 60-70 кг. Двох зубів не було; інші були у відмінному стані, незважаючи на відсутність будь-яких стоматологічних втручань протягом життя (встановлених пломб або коронок). На руці було виявлено срібне кільце з перламутровим каменем або морським вушком. Вуха були проколені.
Також поруч з тілом було знайдено рушник, який використовувалася  швидше за все як гігієнічна серветка. Можливо, жінка намагалася контролювати свої менструації, не витрачаючи при цьому гроші на тампони. Один з двох знайдених поряд з трупом сірникових коробок належав готелю в Хенриетте, Оклахома. Останній факт дозволив зробити припущення, що вбита жінка була автостопщицей або волоцюгою.

## Визнання Генрі Лі Лукаса
У 1982 році Генрі Лукас зізнався у вбивстві жінки, відомої як «Помаранчеві шкарпетки», хоча його причетність до вбивства, зґвалтування або переміщення тіла не була доведена. В інтерв'ю він заявив, ніби підібрав її на трасі в Оклахомі, де вони займалися сексом.Він запропонував їй знову зайнятися сексом, поки вів машину, на що «Помаранчеві шкарпетки» відповіла: «Не зараз», і спробувала покинути машину, після чого маніяк убив її і зґвалтував труп. Потім він відвіз тіло у Джорджтаун. Лукас розповів слідству, що жертва вимовила своє ім'я як «Джоні» або «Джуді». Раніше він показав слідчим, як нібито протягнув тіло через огорожу (коли його доставили в те місце, де була виявлена «Помаранчеві шкарпетки»).
Згідно з одним повідомленням, під час вбивства «Помаранчевих шкарпеток» Лукас працював у Флориді, а вбивство сталося в штаті Техас. Слідчі також заявили, що під час зізнання у вбивстві маніяк суперечив сам собі, а його захист констатував, що він бачив фотографії з місця злочину ще до слідчого інтерв'ю. Для того, щоб дістатися до Оклахоми і Техасу, а потім повернутися до Флориди одним днем, потрібно їхати з середньою швидкістю 110 км/год без зупинок, а це виглядає малоймовірним. Після винесення вироку вбивці в 1984 році, Лукас відрікся від свого визнання. За участю губернатора штату, яким тоді був Джордж Буш-старший, смертний вирок був замінений довічним ув'язненням, так як справа «Помаранчевих шкарпеток» було єдиним, за підсумками якого Лукаса засудили до смертної кари. У вбивці була ціла історія зізнань, що змушувало людей сумніватися в його правдивості (він зізнався у скоєнні більше 3000 вбивств). Сам Лукас відрікся від своїх показань, заявивши, що єдиним вчиненим ним злочином було вбивство його матері Віоли.
Дізнавшись, що вирок Лукасу було пом'якшено, проти цього виступила мати Сюзанни Бауерс (англ. Suzanne Bowers), разом з іншими потерпілими заявила журналістам про свої заперечення. Причиною цього було визнання Лукаса у вбивстві 12-річного підлітка в 1984 році.

## Публікації в ЗМІ та подальше розслідування
З моменту вбивства справа «Помаранчевих шкарпеток» двічі висвітлювалася в шоу «Їх розшукує Америка» (англ. America's Most Wanted). Невідома жінка зателефонувала на телепередачу, повідомивши, що вона бачила «Помаранчеві шкарпетки» голосувала на дорозі в день убивства, але це не призвело до появи якої-небудь нової інформації.
В 2011 році з'явилася фотографія жінки, схожої на «Помаранчеві шкарпетки». Однак, не було виявлено збігів ДНК. Також повідомлялося, що зазначена жертва — жінка, яка зникла в 1970-х роках разом з її хлопцем. Деякі припускали, що її можна ідентифікувати як зниклу Марту Моррісон (англ. Martha Morrison), але ця версія також не підтвердилася. Останки Моррісон були ідентифіковані в 2015 році як Джейн Доу з Вашингтона. Останки були виявлені в тому ж році, коли Моррісон зникла. Інші жінки, що розглядалися на роль «Помаранчевих шкарпеток», були виключені зі справи.
До 37 річниці виявлення «Помаранчевих шкарпеток» її зовнішність була відтворена Національним центром зниклих та експлуатованих дітей. Організація також внесла жінку в свою базу даних.